# Nonnebakken
Nonnebakken er en tidligere cirkelborg af trelleborgtypen. Nonnebakken er beliggende syd for Odenses historiske centrum ca. 5 km fra Åsum, tæt ved sammenløbet mellem Odense Å og Lindved Å og ca. 10 km fra disses udløb i Odense Fjord. Ny forskning har vist at det ikke var muligt at sejle ind til Nonnebakken via Odense Å. Nonnebakken blev i 2023 optaget på UNESCOs verdensarvsliste sammen med 4 andre danske trelleborge.

## Borgens udseende
Borgen på Nonnebakken var en af de mindre vikingeborge, med en indre diameter på 120 meter og en ydre på ca. 150. Borgpladsens diameter er dermed den samme som Fyrkats, mens dimensionerne på vold og grav svarer til Trelleborgs. Volden har været højere – sandsynligvis 4 meter – og bredere end de andre borgvolde, men det træskelet og de palisader, der kronede voldens top, var de samme.
På grund af senere ombygninger har man ikke kunnet lokalisere borgens bygninger, på samme måde som man har gjort for de andre vikingeborge, mens hvis Nonnebakkens opbygning stemmer overens med Fyrkats, så har den bestået af 4 byggekvarterer, hver omfattende 4 bygninger af let buet Trelleborg-karakter og ligget omkring en kvadratisk plads. Husene kan have været 96 romerfod lange (som på Fyrkat) og med plads til i alt omkring 1.000 mand.
Flere formodede indbyggere fra borgen er blevet begravede uden for voldene og er blevet fundet ved senere udgravninger.
På de ældste kort af Odense kan man se Nonnebakkens volde som to halvcirkler omkring en øst-vestgående vej. De andre vikingeborge har alle haft 4 indgange, så det formodes, at Nonnebakken har haft det samme.
Udgravninger i 2016 påviste, at vikingeborgen lå oven på et tidligere borganlæg fra omkring 760-780. 

## Anvendelse
Det er ikke sikkert, hvorfor borgen blev bygget på den sydlige åbanke. Muligvis for at overvåge Odense Å, hvor Fyns krigsflåde blev transporteret, måske til forsvar for overgangen over åen – eller også var borgen vendt mod det tidlige bysamfunds egen befolkning som kontrol.. Et uløseligt spørgsmål, men faktum er, at placeringen tæt på den strategisk vigtige vej mellem Jylland og Sjælland viser, at en stærk centralmagt havde interesse i Odense i en periode, hvor riget samles af en konge for første gang.
Den kendsgerning at der blev opført mindst 5 sådanne borge, samt at Aggersborg er 3 gange større end de andre, har givet anledning til flere teorier om borgenes formål:
1. at borgene er opførte af kong Harald Blåtand i forbindelse med hans erobring af "hele Danmark" (som anført på Jellingstenen). Denne forklaring hæmmes af, at borgen i Nordjylland er uforholdsvis stor.
2. at borgene er opførte i forbindelse med erobringstogter til England. Denne forklaring er opgivet, fordi opførelsestidspunktet er for tidligt i forhold til disse togter. Desuden findes ingen vidnesbyrd i borgene om kontakter med England.
3. at borgene er opførte som reaktion på Otto den Stores hærtog op i Jylland i 974 som en række regionale forsvarsanlæg, der ved en lignende begivenhed i fremtiden kunne modstå et første angreb indtil hjælp fra de andre borge måtte komme til undsætning.[8]
4. at borgene er opførte i forbindelse med Harald Blåtands kontrol over (det sydlige) "Norge" (som anført på Jellingstenen). Tidmæssigt stemmer forklaringen og den giver en rimelig grund til, at flådesamlingsborgen i Nordjylland var større end borgene i de andre landsdele.[9]

Noget endeligt svar gives endnu ikke. Det har været påpeget, at både Trelleborg og Fyrkat viser spor af afbrænding. Disse spor er sat i sammenhæng med Sven Tveskægs opgør med sin fader. Hvis trelleborgene udgjorde holdepunkter for Haralds magt over Danmark, er det muligt, at han har søgt tilflugt i en eller flere af disse inden udjagelsen til Jumne.

## Historie
Selv om der på grund af senere byggerier og afgravning af voldene er meget få spor efter borgen, anses det i dag for klart, at borgen har været en af trelleborgene, og at den er opført i samme periode, omkring 980, som de øvrige fem borge i vikingetidens Danmark (det vil sige medregnet Skåne).
I modsætning til de andre vikingeborge har Nonnebakken været kendt i århundreder. I begyndelse kaldes den blot Borg eller Burgh, senere får den navnet Nonneborg/Nonnebjerget efter de benediktinernonner, der flytter ind i 1100-tallet og bliver boende indtil fraflytningen til Dalum Kloster omkring år 1200. Navnet sidder dog fast og findes igen på Braun og Hogenbergs prospekt fra 1593, hvor stedet betegnes som locus Nundeborg. Nonnernes ophold på borgen var med til at tilsløre vikingeborgens arkæologiske rester, da de byggede flere nye bygninger og en kirke. Herefter var borgen ubeboet og blev brugt som grusgrav og græsningssted af byens borgere.
Ved anlægsarbejder på området findes op gennem historien flere fund fra vikingetiden, bl.a. selveste Odins armring fra 1775. Voldene gravedes endeligt væk i starten af 1900-tallet, og kan nu blot anes som en fordybning i landskabet – med lidt god vilje.